# Классический «Доктор Кто» (26-й сезон)
Премьера двадцать шестого сезона классических серий британского научно-фантастического сериала «Доктор Кто» состоялась 6 сентября 1989 года, с выходом на экраны первого эпизода серии «Поле брани». Сезон завершился 6 декабря 1989 года показом последнего эпизода серии «Выживание».

## Актёрский состав

### Основной
- Сильвестр Маккой в роли Седьмого Доктора
- Софи Олдред в роли Эйс

### Повторяющийся
- Николас Кортни в роли бригадира Летбридж-Стюарта;
- Энтони Эйнли в роли Мастера

В серии «Поле брани» в последний раз появился Николас Кортни, который вновь вернулся к своей роли бригадира Летбридж-Стюарта. Впервые персонаж Кортни появился в серии «Паутина страха» с участием Второго Доктора и впоследствии периодически принимал участие в событиях эпизодов «Доктора Кто» вплоть до 13 сезона. Также в последней классической серии замечен Энтони Эйнли, вновь сыгравший Мастера, впервые со дня выхода серии «Совершенный враг».

### Приглашённый
Джин Марш, которая ранее сыграла в серии «Генеральный план далеков» роль Сары Кингдом, спутницы Первого Доктора, присоединилась к актёрскому составу серии «Поле брани» как Моргана.

## Список серий
Сезон 26 продолжает сюжетную линию предыдущего сезона, сосредоточившись на личной жизни Эйс, прошлом Доктора и его потенциальных возможностях как Повелителя времени.
| № | #   | Название                                  | Частей (эпизодов) | Режиссёр        | Сценарист     | Зрителей (миллионов) | Индекс оценки | Дата выхода в эфир                                                                     | Код |
| --- | --- | ----------------------------------------- | ----------------- | --------------- | ------------- | -------------------- | ------------- | -------------------------------------------------------------------------------------- | --- |
| 1 | 152 | «Поле брани» «Battlefield»                | 4 эпизода         | Майкл Керриган  | Бен Ааронович | 3.1 3.9 3.6 4.0      | 69 68 67 65   | 6 сентября 1989 года 13 сентября 1989 года 20 сентября 1989 года 27 сентября 1989 года | 7N  |
| Доктор и Эйс принимают сигнал бедствия и материализируются около озера Вортиджерн в Англии. Вскоре Доктор встречается с ЮНИТ и Бригадиром. Тем временем, выясняется, что на дне озера лежит некий космический корабль из другого измерения, внутри которого находится тело короля Артура. |     |                                           |                   |                 |               |                      |               |                                                                                        |     |
| 2 | 153 | «Призрачный свет» «Ghost Light»           | 3 эпизода         | Алан Уэринг     | Марк Платт    | 4.2 4.0              | 68 64         | 4 октября 1989 года 11 октября 1989 года 18 октября 1989 года                          | 7Q  |
| В 1983 году некий старинный особняк загадочно сгорает дотла. Ста годами ранее Доктор и Эйс посещают его в деревушке Перивэйл. Вскоре Эйс обнаруживает, что её прошлое и будущее дома неразрывно связаны.                                                                                  |     |                                           |                   |                 |               |                      |               |                                                                                        |     |
| 3 | 154 | «Проклятие Фенрика» «The Curse of Fenric» | 4 эпизода         | Николас Маллетт | Ян Бриггс     | 4.3 4.0 4.2          | 67 68         | 25 октября 1989 года 1 ноября 1989 года 8 ноября 1989 года 15 ноября 1989 года         | 7M  |
| ТАРДИС материализуется недалеко от берега Нортумберленда во время Второй мировой войны, рядом с военно-морской базой, а множество местных жителей в ближайшей деревне становятся вампирами.                                                                                               |     |                                           |                   |                 |               |                      |               |                                                                                        |     |
| 4 | 155 | «Выживание» «Survival»                    | 3 эпизода         | Алан Уэринг     | Рона Манро    | 5.0 4.8 5.0          | 69 71         | 22 ноября 1989 года 29 ноября 1989 года 6 декабря 1989 года                            | 7P  |
| Доктор возвращает Эйс к её родине — Перивэйл. Однако, там происходят странные события: некоторые люди исчезают. Расследование приводит Доктора и Эйс к существам, похожим на кошек и имеющим способность путешествовать сквозь пространство.                                              |     |                                           |                   |                 |               |                      |               |                                                                                        |     |

## Показ
Весь сезон транслировался на канале BBC One c 6 сентября 1989 года по 6 декабря 1989 года. Первоначально планировалось показать серию «Проклятие Фенрика» перед серией «Призрачный свет», но затем было решено поменять серии местами.

### DVD-релизы
Все серии 25 сезона классического «Доктора Кто» вышли на DVD в основном в период между 2003 и 2008 годами.
| Серия             | Количество и продолжительность эпизодов           | Регион 2              | Регион 4             | Регион 1             |
| ----------------- | ------------------------------------------------- | --------------------- | -------------------- | -------------------- |
| Поле брани        | 4 × 25 м. (телеверсия) 1 × 96 м. (спец. издание)  | 26 декабря 2008 года  | 5 февраля 2009 года  | 5 мая 2009 года      |
| Призрачный свет   | 3 × 25 м                                          | 20 сентября 2004 года | 3 февраля 2005 года  | 7 июня 2005 года     |
| Проклятие Фенрика | 4 × 25 м. (телеверсия) 1 × 104 м. (спец. издание) | 6 октября 2003 года   | 11 февраля 2004 года | 1 июня 2004 года     |
| Выживание         | 3 × 25 м                                          | 16 апреля 2007 года   | 6 июня 2007 года     | 14 августа 2007 года |

## Книги
| Серия               | Адаптация           | Автор      | Впервые опубликована |
| ------------------- | ------------------- | ---------- | -------------------- |
| «Поле брани»        | «Поле брани»        | Марк Платт | 1991                 |
| «Призрачный свет»   | «Призрачный свет»   | Марк Платт | 1990                 |
| «Проклятие Фенрика» | «Проклятие Фенрика» | Ян Бриггс  | 1990                 |
| «Выживание»         | «Выживание»         | Рона Манро | 1990                 |

## Потенциальное продолжение классического «Доктора Кто»
В 26 сезон вошли последние 4 классические серии «Доктора Кто», после его выхода сериал был закрыт. Тем не менее создатели шоу в лице Эндрю Картмела, Бена Аароновича, Яна Бриггса и Марка Платта, предложили свои идеи для очередного, двадцать седьмого по счёту, сезона. Однако дальше этих идей производство сезона не зашло. В потенциальном продолжении планировалось рассказать о том, как Эйс покинет команду ТАРДИС, а также ввести нового спутника, которого описали как «аристократичного вора-домушника».
Были предложены следующие сценарии развития сюжета:
- Бенн Ааронович предложил идею серии, которую он назвал «Земная помощь» (англ. Earth Aid), в которой должны были дебютировать метатракси — раса насекомовидных самураев. Единственная значимая деталь — Эйс должна была выступить в качестве капитана космического корабля.
- Марк Платт предложил свой вариант серии — «Тонкий лёд». Действие этой серии должно было происходить в Лондоне 1968 года, а основными врагами стали бы ледяные воины. Также это должна была быть последняя серия с участием Эйс.
- Третья потенциально возможная серия должна была представить нового спутника Доктора, с которым Повелитель времени столкнулся бы при ограблении дома.

Несмотря на то, что в 2005 году сериал вновь вышел на экраны и продолжил сюжет классических серий, съёмочная группа решила заново запустить нумерацию. Это решение было принято главным образом потому, что между финалом 26 сезона классических серий и премьерой возрождённого сериала прошло 16 лет (не считая телевизионного фильма 1996 года). Тем не менее, многие фанаты «Доктора Кто» игнорируют новую нумерацию и считают сезон 2005 года — сезоном 27, сезон 2006 года — сезоном 28 и т. д.